# Rai Benjamin
Rai Benjamin (født 27. juli 1997 i Mount Vernon, New York) er en amerikansk atlet, der konkurrerer i hækkeløb og sprint. 
Han vandt guld for USA i 4×400 meter ved sommer-OL 2020 i Tokyo.
Han repræsenterede sit land under sommer-OL 2024 i Paris på 4x400 meter stafethold , som vandt guld.